# Сторіжко Володимир Юхимович
Сторіжко Володимир Юхимович (нар. 26 жовтня 1935, Вільховатка, Харківської області) — український вчений у галузі експериментальної ядерної фізики низьких і середніх енергій, академік Національної академії наук України (1995), заслужений діяч науки і техніки України (1997).

## Біографія
Народився у 1935 році. Закінчив Харківський державний університет у 1958 році, захистив кандидатську дисертацію у 1964 році, докторську — у 1974 році, У 1993 році обраний членом-кореспондентом НАН України зі спеціальності «Ядерна фізика, фізика плазми», у 1995 році дійсним членом (академіком) НАН України зі спеціальності «Фізика».
Володимир Юхимович відомий вчений у галузі експериментальної ядерної фізики низьких і середніх енергій, ранні наукові здобутки якого в основному пов'язані з піонерськими дослідженнями резонансних ядерних реакцій з протонами на легких ядрах, в результаті яких вперше відкриті й детально досліджені граничні аномалії у перерізах і поляризації на ядрах 1р-оболонках; виявлені ефекти сильного вистроювання кінцевих ядер при підбар'єрних енергіях протонів на ядрах середньої атомної ваги; встановлені й пояснені закономірності у кутових розподілах і кореляціях поблизу порогу емісії нейтронів. Завдяки цим науковим дослідженням В. Ю. Сторіжко розвинув новий підхід у дослідженні ядерних рівнів — метод усереднених резонансів і завдяки його використанню отримав унікальні експериментальні дані про квантові характеристики ядер.
Останніми роками Володимир Юхимович плідно займається науковими питаннями, що пов'язані із прикладними аспектами реакцій з протонами. Головним результатом цих досліджень є здійснення програми розробки і впровадження аналітичних прискорюючих комплексів. Застосування цих комплексів дає можливість вирішувати наукові проблеми в багатьох галузях нової техніки, біології, геології, медицині i особливо в екологічних дослідженнях. За його ініціативою і під його керівництвом здійснена розробка аналітичних прискорюючих комплексів «Сокіл» для застосування в галузі атомної енергетики і мікроелектроніки. Впроваджено 7 комплексів у науково-дослідних установах.
Володимир Юхимович автор i співавтор близько 300 наукових праць i винаходів, підготував двох докторів i 14 кандидатів наук. Він є членом наукових рад НАН України, членом спеціалізованих рад при Харківському держуніверситеті та Національному науковому центрі «Харківський фізико-технічний інститут».
Заслуговує уваги і науково-організаційна діяльність Володимира Юхимовича. Насамперед це стосується його безпосередньої і самовідданої участі в організації і створенні у 1991 році в м. Суми Інституту прикладної фізики НАН України, першим директором якого став Володимир Юхимович. У квітні 1994 року його обрано народним депутатом України, членом Президії Верховної Ради України, головою Комісії з питань науки та освіти. У 1995—1996 роках Володимир Юхимович працював Головою Державного комітету України з питань науки, техніки та промислової політики, головою Міждержавного Комітету з питань науки і техніки країн СНД.

## Державні нагороди
- Орден князя Ярослава Мудрого IV ст. (18 травня 2016) — за вагомий особистий внесок у розвиток вітчизняної науки, зміцнення науково-технічного потенціалу України, багаторічну сумлінну працю та високий професіоналізм[2]
- Орден князя Ярослава Мудрого V ст. (27 листопада 2008) — за визначні особисті заслуги у розвитку вітчизняної науки, зміцнення науково-технічного потенціалу Української держави та з нагоди 90-річчя Національної академії наук України[3]
- Заслужений діяч науки і техніки України (15 серпня 1997) — за особисті заслуги у розвитку української державності, активну законотворчу роботу та з нагоди шостої річниці незалежності України[4]